# Ammophila mitlaensis
Ammophila mitlaensis är en biart som beskrevs av Alfieri 1961. Ammophila mitlaensis ingår i släktet Ammophila och familjen grävsteklar. Inga underarter finns listade i Catalogue of Life.